# Vicente Flor
Vicente Flor Egüez (Ambato, 1799 - Quito, 1857) fue un prócer de la independencia y político ecuatoriano.

## Biografía
Como miembro de una familia adinerada, fue enviado a Quito desde temprana edad. Durante sus años de estudiante asistió a las primeras manifestaciones de la gesta libertaria.
En 1818 participó de la revuelta en que el doctor Antonio Ante fue asesinado. Flor fue apresado y torturado en Quito, pero negó toda conexión con la sublevación. Seguidamente fue llevado a Guayaquil y luego trasladado a Cuenca, de donde logró fugarse para regresar a Guayaquil y participar en la independencia de la ciudad.
Combatió a las fuerzas realistas en la Primera y la Segunda Batalla de Huachi, resultando ambas en derrotas para el ejército independentista.
Fue miembro del primer Congreso Constitucional de Ecuador (en 1831) en representación de la provincia de Buenaventura. Posteriormente se convirtió en un férreo opositor del presidente Juan José Flores, participando también en la Convención de Ambato de 1835 en que se redactó la segunda constitución de la república.
Otros cargos que ocupó incluyen concejal de Ibarra, senador (1846), ministro de gobierno, gobernador de Pichincha (1848) y dos veces presidente de la Cámara de Representantes (de 1839 a 1841 y de 1854 a 1855).